# Diogenes (género)
Diogenes es un género de crustáceos decápodos de la familia Diogenidae.
Como en el resto de la familia, el nombre genérico común de las especies comprendidas en este género es cangrejo ermitaño, ya que, al tener el abdomen fuera de la protección del exoesqueleto, para protegerse se refugia dentro de conchas vacías de moluscos.
Tienen las pinzas desiguales, siendo más grande la izquierda. Las patas, que se mueven verticalmente, están calcificadas en sus extremos para facilitar la acción excavadora.
Se distribuye en aguas tropicales y subtropicales del océano Indo-Pacífico y en el Atlántico oriental, incluido el Mediterráneo. Habita mayoritariamente en arrecifes, aunque su rango de profundidad es entre 0 y 97 m.

## Especies
El Registro Mundial de Especies Marinas acepta las siguientes especies:
- Diogenes acanthochela. Komai, Liang, & Yang, 2012

- Diogenes alias. McLaughlin & Holthuis, 2001

- Diogenes avarus. Heller, 1865

- Diogenes bicristimanus. Alcock, 1905

- Diogenes biramus. Morgan, 1987

- Diogenes brevirostris. Stimpson, 1858

- Diogenes canaliculatus. Komai, Reshmi & Biju Kumar, 2013

- Diogenes capricorneus. Grant & McCulloch, 1907

- Diogenes costatus. Henderson, 1893

- Diogenes crosnieri. Dechancé, 1964

- Diogenes custos. (Fabricius, 1798)

- Diogenes deflectomanus. Wang & Tung, 1980

- Diogenes denticulatus. Chevreux & Bouvier, 1891

- Diogenes dorotheae. Morgan & Forest, 1991

- Diogenes dubius. (Herbst, 1804)

- Diogenes edwardsii. (De Haan, 1849)

- Diogenes extricatus. Stebbing, 1910

- Diogenes fasciatus. Rahayu & Forest, 1995

- Diogenes foresti. Rahayu & Hortle, 2002

- Diogenes goniochirus. Forest, 1956

- Diogenes granulatus. Miers, 1880

- Diogenes guttatus. Henderson, 1888

- Diogenes inglei. McLaughlin & Clark, 1997

- Diogenes investigatoris. Alcock, 1905

- Diogenes izananiae. Asakura, 2006

- Diogenes jousseaumei. (Bouvier, 1897)

- Diogenes jubatus. (Nobili, 1903)

- Diogenes karwarensis. Nayak & Neelakantan, 1989

- Diogenes klaasi. Rahayu & Forest, 1995

- Diogenes laevicarpus. Rahayu, 1996

- Diogenes lanaris. Yap-Chiongco, in Estampador, 1937

- Diogenes leptocerus. Forest, 1957

- Diogenes lophochir. Morgan, 1989

- Diogenes maclaughlinae. Nayak & Neelakantan, 1985

- Diogenes manaarensis. (Henderson, 1893)

- Diogenes mercatoris. Forest, 1952

- Diogenes merguiensis. De Man, 1888

- Diogenes miles. (Fabricius, 1787)

- Diogenes mixtus. Lanchester, 1902

- Diogenes moosai. Rahayu & Forest, 1995

- Diogenes nitidimanus. Terao, 1913

- Diogenes ortholepis. Forest, 1961

- Diogenes ovatus. Miers, 1881

- Diogenes pallescens. Whitelegge, 1897

- Diogenes paracristimanus. Wang & Dong, 1977

- Diogenes patae. Asakura & Godwin, 2006

- Diogenes penicillatus. Stimpson, 1858

- Diogenes persicus. (Nobili, 1905)

- Diogenes planimanus. Henderson, 1893

- Diogenes pugilator. (Roux, 1829)

- Diogenes rectimanus. Miers, 1884

- Diogenes senex. Heller, 1865

- Diogenes serripes. (Costa, 1838)

- Diogenes spinicarpus. Rahayu & Forest, 1995

- Diogenes spinifrons. (De Haan, 1849)

- Diogenes takedai. Rahayu, 2012

- Diogenes tirmiziae. Siddiqui & McLaughlin, 2003

- Diogenes tomentosus. Wang & Tung, 1980

- Diogenes tumidus. Rahayu & Forest, 1995

- Diogenes violaceus. Henderson, 1893

- Diogenes viridis. Haig & Ball, 1988

- Diogenes waltairensis. Kamalaveni, 1950